# Control de constitucionalidad
El control de constitucionalidad es el conjunto de recursos jurídicos diseñados para verificar la correspondencia entre los actos emitidos por quienes decretan el poder y la Constitución, anulándolos cuando aquellos quebranten los principios constitucionales. Dicho de otra forma, el control de constitucionalidad es el conjunto de herramientas jurídicas por el cual, para asegurar el cumplimiento de las normas constitucionales, se realiza un procedimiento de revisión de los actos de autoridad, incluyendo normas generales, y en caso de contradicción con la Constitución se procede a la invalidación de las normas de rango inferior que no hayan sido hechas en conformidad con aquellas. El fundamento de este control es el mantenimiento del principio de supremacía constitucional. 

## Fundamento
El control de constitucionalidad tiene como fundamento el principio de supremacía constitucional, esto es que la Constitución de un país es la norma de mayor jerarquía a la cual deben sujetarse las normas de rango inferior, entendiéndose por tales a las leyes dictadas por el parlamento, los decretos y demás resoluciones dados por el Poder Legislativo o por entidades autárquicas y las sentencias y demás resoluciones de los jueces, por lo cual las normas que presuntamente no se ajusten al texto o normas constitucionales serán sometidas a este procedimiento.

### La Constitución
La Constitución es un documento de origen político cuya estructuración y consecuencias son jurídicas, puesto que la misma, derivado de su naturaleza suprema y supralegal, genera efectos que irradian en todo el sistema jurídico que, a su vez, es el resultado de dicho documento supremo.  Por ejemplo, tenemos que es la Constitución quien determina el contenido material y formal del orden jurídico que se origina a partir del sistema jurídico. 
La Constitución recoge de manera general las decisiones políticas básicas de una sociedad, estableciendo el cómo se debe organizar el Estado, quién puede acceder al poder –contenido formal-, señalando el catálogo de derechos humanos que las autoridades estarán obligadas a respetar y procurar –contenido material o sustantivo-. De este modo, la Constitución determina las reglas formales y materiales a las cuales los titulares del poder deberán sujetarse, ello mediante cláusulas escritas o positivizadas. Es a través de estas cláusulas que se deja ver la naturaleza de la Constitución: un pacto político que tiende a organizar una sociedad, así como las instituciones constituidas mediante las cuales se ejerce el poder. 
Consecuentemente, las instituciones determinadas por la Constitución se encontrarán influenciadas a la luz de dos planos, veamos:
- Los ejes que configuran la estructura constitucional, y
- Los elementos referentes de ésta.

Una Constitución, para ser considerada como tal, debe reconocer y proteger derechos públicos subjetivos mínimos, mismos que habrán de ser denominados como derechos fundamentales. Sucede que la exponenciación de valores como la libertad o la democracia se logra en la medida en que el Estado se subordina a la protección de los referidos derechos fundamentales.
Aunado a lo anterior, la Constitución también establece la organización del Estado, creando instituciones, fijándoles competencias y dotándolas de facultades dentro de las cuales éstas podrán actuar. De esta manera, el Estado se encuentra limitado y sujeto a lo que el constituyente hubiere determinado en el texto fundamental.
Así las cosas, tenemos que la Constitución es el origen del sistema jurídico, es la máxima expresión política de la sociedad. Como consecuencia de ello, en la misma encontraremos herramientas que garantizan su supremacía con respecto a otros ordenamientos al organizar el poder político mediante la constitución de la serie de órganos competentes que hablan y actúan en su nombre, legitimándolo y limitándolo; de esta forma se dota al poder, mediante esta regulación, de una mayor estabilidad y regularidad.
Por último, sucede que, toda vez que la Constitución es el resultado o reflejo de los factores reales del poder, la misma puede ser definida como el conjunto de los más importantes procesos políticos de la sociedad que se desarrollan en las instituciones que para tal efecto fueron creadas. En esa tesitura, podemos observar que la protección de la Constitución, entendida ésta como la máxima expresión de la voluntad de una sociedad y como constituyente de los principios e instituciones fundamentales, adquiere un papel fundamental en el moderno Estado Constitucional de Derecho, ya que no puede haber institución sin fundamento en un principio ni principio que no pueda ser materializado y protegido por una institución o herramienta, según sea el caso.
En conclusión, la Constitución fija las formas de expresión del poder y determina su control, siendo un imperativo que todo acto de autoridad, sea judicial, legislativo o administrativo, se encuentre ajustado a los principios fundantes básicos, imponiéndosele, en caso de no ser así, la sanción de nulidad.

### Los medios de control
El control de la regularidad constitucional es un elemento esencial para mantener la vigencia de la propia Constitución. El cambio de concepción de la Constitución como documento político a norma jurídica, da como resultado la posibilidad de que ésta prevea las garantías necesarias para hacerla prevalecer frente a todo aquel acto que la quebrante.
De acuerdo a esto, el control de la constitucionalidad de los actos se torna en un eje de la eficacia constitucional, reforzando el carácter de obligatorio de la propia Constitución y dotando de equilibrio a los derechos fundamentales y las estructuras institucionales determinadas por el acuerdo constitucional. Entonces, los medios de control de la constitucionalidad se identifican como los recursos jurídicos diseñados para verificar la correspondencia entre los actos emitidos por quienes detentan el poder y la Constitución, anulándolas cuando aquellas quebranten los principios constitucionales, de esta forma también se desprende la naturaleza correctiva de los medios de control, por lo que destruyen actos ya emitidos.
Es con motivo de esta característica constitucional por virtud de la cual podemos afirmar que los derechos y principios contenidos en la Constitución adquieren la naturaleza de norma jurídica, específicamente de una regla, que puede ser oponible frente a todos aquellos actos que la reten, adquiriendo firmeza inquebrantable al invalidar todos aquellos actos que transgredan su esencia. De ser los principios dúctiles como antes lo mencionábamos, la misma interpretación de ellos y la fijación de sus alcances, convierte a éstos en reglas, porque, al definirse el alcance de un principio, es posible conocer con claridad qué actos lo transgreden y, de ser así, determinar su invalidez. Dicho de otra forma, la ductilidad del principio se convierte en una regla inquebrantable con motivo de la interpretación que se haga del mismo puede ser al mismo recurso constitucional
esto, sin privársele al principio interpretado las dimensiones del peso e importancia –características que no son propias de las reglas- cuando éste colisiona con otro principio.
Como consecuencia de esto, a toda autoridad, incluyendo a la legislativa, se le impone el deber de desarrollar debidamente la justificación de su actuar mediante la argumentación jurídica adecuada, lo cual, a su vez, impone el deber de que el ejercicio de estos mecanismo de control se encuentre respaldado debidamente por la argumentación correspondiente.
Por virtud de lo anterior, es que los diversos sistemas reconocen la existencia de distintos mecanismos de control, mismos de los cuales se distinguen dos corrientes: la americana y la europea, siendo creada la primera con motivo del desarrollo jurisprudencial de la Corte Suprema de los Estados Unidos de América, específicamente del caso Marbury v. Madison fallado en 1803, mientras que la segunda deriva del debate entre Carl Schmitt y Hans Kelsen sobre quién debe ser el guardián de la Constitución. 
Por lo que respecta a la corriente americana, vemos que el judicial review, o el control judicial de las normas, es la tesis de la inaplicación de la norma inferior que desconoce a la Constitución. Este sistema es el que hoy en día conocemos como el control difuso de la constitucionalidad de leyes, toda vez que la facultad de analizar la regularidad constitucional de las normas generales no recae en un solo órgano, sino en la totalidad de los tribunales que conforman el poder judicial. De esto obtenemos que dicho sistema procura un medio de control indirecto, ya que el estudio de verificación al régimen constitucional se efectúa mediante un acto concreto de aplicación de la norma correspondiente; sin embargo, este medio de control, al no analizar en abstracto la norma en cuestión, únicamente tiene el alcance de determinar que la ley no es aplicable para ese caso en particular, desconociéndole efectos generales. Esto demuestra que esta clase de herramientas judiciales –como el juicio de amparo- no persiguen la protección de la totalidad la constitución, sino únicamente de los derechos individuales.
Por otro lado, tratándose del modelo concentrado, éste se ejerce únicamente por un solo ente autorizado para ello y que es conocido como Tribunal Constitucional, creándose para ese efecto una jurisdicción constitucional, misma que contará con diversos medios de control de la constitucionalidad cuyos efectos dependerán de la naturaleza de los actos sujetos a control, pero éstos normalmente serán recursos judiciales directos –sin necesidad de un acto de aplicación-, pudiendo ser los efectos de sus sentencias generales o particulares, según dependa de la naturaleza del acto impugnado.

## Clasificaciones

### Según la admisión
- Positivos: explícitamente en el texto constitucional, o tácitamente en el Derecho Constitucional consuetudinario, admiten la existencia de control. Sagüés diferencia dentro de esta categoría los sistemas completos, que cumplen los cinco requisitos que apuntamos sub 1, de los incompletos, que no los cumplen a todos, aclarando que la mayoría de los sistemas son incompletos.
- Negativos: no admiten el control de constitucionalidad pese a tener necesidad de él por ser su constitución del tipo rígido.....no admiten el control de constitucionalidad

### Según los órganos de control
- Judiciales (o con fisonomía judicial): el control se encarga a tribunales, pertenecientes o no al Poder Judicial. Es reparador porque se realiza después de la sanción de la norma. Esta variante se subdivide en tres:
  - Difuso (o desconcentrado): cualquier juez puede realizar la verificación de constitucionalidad.
  - Concentrado (o especializado):  Implica que el Control Constitucional sea ejercido por un Tribunal que cumpla dicha función para lo cual es necesario el uso de la acción de inconstitucionalidad y el resultado es la extinción de la norma demandada a través de la declaratoria de inconstitucionalidad.
  - Mixto: intenta compaginar las ideas del sistema difuso y del concentrado. Así, por ejemplo, todos los jueces resuelven las cuestiones de constitucionalidad en las acciones ordinarias con efectos inter partes, pero en ciertas acciones especiales, generalmente reservadas a ciertos órganos (presidente, fiscal general) van directamente al Tribunal Constitucional cuya sentencia será erga omnes. O bien el Tribunal conoce por apelación en los aspectos constitucionales de los casos comunes pero es primera instancia en las acciones generales de inconstitucionalidad.

- No judiciales: En algunos países la desconfianza por la judicatura (conservadora, no electa popularmente) ha hecho que se entregue el control de constitucionalidad a otros entes. Veamos:
  - Poder Legislativo: Es el mismo Parlamento quien controla, o él a través de un órgano suyo. Se trata principalmente de naciones que sostienen la doctrina del «centralismo democrático» donde el órgano más representativo del pueblo (Poder Legislativo) es quien concentra mayor poder, prevaleciendo sobre los demás.
  - Poder Ejecutivo: normalmente el Ejecutivo puede vetar cuando considera que una ley sancionada es inconstitucional, este es el control de constitucionalidad propio suyo. Pero también ha existido algún sistema donde era el Ejecutivo el órgano de control frente al cuestionamiento.
  - Electorado: se han estructurado algunos sistemas bajo la idea de la democracia directa en los cuales es el pueblo quien decide si determinada norma coincide o no con los lineamientos constitucionales. Un sistema, denominado «apelación popular de sentencias», prevé que cuando el Superior Tribunal declara inconstitucional una norma, el 5% del electorado puede exigir que se someta a referéndum la decisión del tribunal. Otro ha previsto que mediante consulta popular se derogue una ley por considerarla inconstitucional.

- Órganos sui generis: Incluiremos bajo este acápite a órganos que, o no se estructuran como tribunales, o su forma de integración es especial, o fundan el control en principios extrajurídicos, o su método de control es novedoso.
  - El Consejo de la Revolución portugués: estuvo integrado por el presidente de la República y oficiales de las fuerzas armadas. Podía declarar la inconstitucionalidad con efectos erga omnes. Tenía también a su cargo el control de la inconstitucionalidad por omisión, por ello lo veremos infra.
  - El Consejo de los Custodios iraní: está conformado por seis teólogos designados por el Ayatollah y seis juristas musulmanes. Antes de la sanción controlan los proyectos de ley comparándolos con los principios sociorreligiosos del Islam y con la Constitución.
  - El Consejo Constitucional francés: inscripto dentro de los sistemas de control especializado, preventivo, abstracto y limitado. Lo componen todos los expresidentes de la República y nueve miembros más: tres designados por el presidente, tres por el presidente del Senado y tres por el de la Asamblea Nacional (Cámara de Diputados).
  - El Tribunal de Garantías Constitucionales ecuatoriano: se compone de once miembros, tres designados directamente por el Congreso y ocho elegidos por el Congreso entre ocho ternas enviadas por las centrales nacionales de trabajadores, cámaras de la producción, presidente de la República, alcaldes cantonales, prefectos provinciales, etcétera. Puede suspender los efectos de las leyes, decretos y ordenanzas que considere inconstitucionales pero sometiéndose a la decisión definitiva del Congreso Nacional.

### Según los límites territoriales
- Nacional: los órganos del control son órganos propios del Estado controlado.
- Internacional: los países firmantes de ciertos convenios internacionales se han sometido a la jurisdicción de ciertos tribunales supranacionales que pueden desvirtuar lo sentenciado por el Poder Judicial Nacional, pues sus sentencias definitivas son obligatorias para los estados. Y así puede ocurrir cuando derechos consagrados en la Constitución están también resguardados por el tratado, esto adquiere características de importancia en Argentina tras la reforma de 1994.

### Según la formación de los jueces
- Letrados: en la mayoría de los sistemas. Algunas constituciones con sistema concentrado exigen una altísima formación profesional, lo que, sin duda, redunda en beneficio de la independencia y capacidad de los magistrados.
- Legos: en algunos sistemas se admite que los jueces legos (no abogados) realicen el control en las jurisdicciones donde no hay jueces letrados.
- Mixtos: otros regímenes mezclan juristas con legos. Algunos lo hacen en búsqueda de mayor conciencia social de los jueces, otros para lograr especialistas en otra materia considerada de importancia.

### Según consecuencias
- Preventivo: el control se efectúa antes de la sanción de la ley, sobre el proyecto. O bien, sobre la ley pero antes de su promulgación. Este control opera antes de que la norma sea sancionada y tiene como finalidad evitar la inconstitucionalidad futura de un proyecto de ley, por eso e resulta más correcta su denominación como «control preventivo de inconstitucionalidad». En el caso del Consejo Constitucional Francés el control es preventivo, se ejerce antes de la promulgación. En algunos casos obligatoriamente (leyes orgánicas, reglamentos de las cámaras) y en los demás casos, sólo a petición de parte, siendo los únicos legitimados el presidente de la República, el primer ministro, el presidente de la Asamblea Nacional, el presidente del Senado, sesenta diputados o sesenta senadores.
- Reparador: después de que la norma entró en vigencia.
- Mixto: Se puede controlar antes y después de que la norma se sancione. En algún sistema el presidente de la República puede reclamar al Tribunal Supremo el control de un proyecto, si esto no ocurrió, el tribunal puede controlar la norma reparadoramente. Otro da el control preventivo al Tribunal Constitucional y el reparador a la Corte Suprema.

### Según el modo de impugnación
- Abstractis: el impugnador no se halla en una relación jurídica donde se vea afectado por la norma inconstitucional. Aquí se utilizan las acciones populares o las acciones declarativas puras (o abstractas) de inconstitucionalidad.
- Concreto: está legitimado únicamente cuando hay una relación jurídica donde alguien se ve lesionado por la norma inconstitucional en un derecho subjetivo, un interés legítimo o un interés simple. Las vías de acceso a la jurisdicción son diversas: acción declarativa concreta de inconstitucionalidad, acción de amparo, demanda incidental, juicio ejecutivo o sumario, etc.

### Según la posibilidad de acceso
- Condicionado: hay un órgano preseleccionador de los casos que llegarán al órgano controlador de la constitucionalidad.
- Incondicionado: todos los casos pueden llegar al órgano máximo de control, aunque haya instancias previas.

### Según los sujetos legitimados
- Restringido: sólo los sujetos taxativamente enumerados pueden excitar el control. Así en Francia donde los legitimados son: el presidente de la República, el primer ministro, el presidente de la Asamblea Nacional, el presidente del Senado, sesenta diputados o sesenta senadores.
- Amplio: está legitimado todo aquel que tenga un derecho subjetivo, un interés legítimo o un interés simple, afectados por la norma inconstitucional.
- Amplísimo: está legitimada cualquier persona, se vea o no afectada.

### Según la cobertura
- Total: todo acto, ley y omisión, del Estado y de los particulares, están sujetos al control.
- Parcial: sólo una porción del mundo jurídico está sometida al control.

### Según la facultad de decisión
- Decisorios: el controlador invalida la norma. Hay tres variantes:
  - Inter partes: sólo para las partes y respecto al asunto de la sentencia.
  - Erga omnes: todos los habitantes quedan exentos de respetar la norma declarada inconstitucional. Otra posibilidad es que la norma embrionaria quede preventivamente abolida, con efectos absolutos, e incluso sin recurso alguno contra la decisión, como en Francia.
  - Intermedio: El Tribunal Constitucional puede merituar el caso y decidir inter partes aut erga omnes.

- No decisorios: en estos sistemas el órgano de control emite pronunciamientos que no invalidan la norma cuestionada sino que transmite una recomendación al órgano encargado de dictarla y abrogarla (doctrina del paralelismo de competencias).

### Según la temporalidad de los efectos
- Ex nunc: los efectos no son retroactivos.
- Ex tunc los efectos son retroactivos.

## Regulación por países

### Argentina(Nivel federal)
En principio, es conveniente aclarar que la Constitución Argentina es de tipo positivo.
El mecanismo de control de constitucionalidad no está explícitamente previsto en la Constitución, pero se deriva implícitamente de los artículos 31 y 75.22 de la misma (pues este último otorga, a algunos instrumentos internacionales sobre Derechos Humanos, jerarquía idéntica a la de la Constitución). Se ha optado por seguir el sistema difuso de control de constitucionalidad, basándose en el régimen de la Corte Suprema estadounidense (Marbury v. Madison -1803-, equiparado a Municipalidad de la Capital c. Elortondo -1886-, de la Corte Suprema argentina).
A su vez, el artículo 116 de la constitución establece en su Segunda Parte -al referirse a las «Autoridades de la Nación»-, en su Capítulo Segundo, que regula las «Atribuciones del Poder Judicial», lo siguiente: «Corresponde a la Corte Suprema de Justicia y a los tribunales inferiores de la Nación, el conocimiento y decisión de todas las causas que versen sobre puntos regidos por la Constitución, y por las leyes de la Nación». del cual se infiere que el control de constitucionalidad estaría a cargo de la Corte Suprema, pero también de los tribunales inferiores.
Respecto del órgano de control, se trata de un modo judicialista y difuso: cualquier juez puede conocer en cuestiones de inconstitucionalidad durante el ejercicio de su función. Además, como la propia Constitución prevé que para ostentar el cargo de juez es necesario el título de abogado, se trata de un sistema letrado.
El procedimiento sólo puede ejercerse una vez que la norma haya entrado en vigencia y haya lesionado o amplificado un derecho subjetivo individual o particular o colectivo, lo cual le da derecho a presentarse el beneficio de litigar al afectado, a una asociación que defienda los intereses respectivos, o al Defensor del Pueblo, ante la Justicia, de lo cual se deriva que se está ante un modo reparador y concreto: sólo se puede ejercer cuando una de las partes se encuentre afectada por la norma cuestionada de inconstitucional («a petición de parte»), por lo que se trata de un sistema amplio. Sin perjuicio de lo cual, el Máximo Tribunal ha introducido la cuestión de constitucionalidad por vía de oficio (casos Mill de Pereyra -2001- y Banco Comercial de Finanzas -2004-).
La decisión del órgano judicial es decisoria y produce -en principio- efectos entre las partes involucradas en el proceso (inter partes), pero la jurisprudencia de la Corte ha resuelto que algunas declaraciones tengan efectos erga omnes (como se observa en el caso Halabi -2009-, referente a los derechos de incidencia colectiva y class actions, o en Monges -1996-, relacionado con planes de estudio universitarios).
El método por excelencia, en el sistema judicial federal, para obtener la dilucidación de cuestiones federales, es el recurso extraordinario federal, que tramita ante la Corte Suprema, sin perjuicio de los regímenes provinciales destinados a la protección de su propia Constitución (tales como los recursos de nulidad o de inaplicabilidad de ley existentes en el nivel subnacional).